# Bruno Tobia

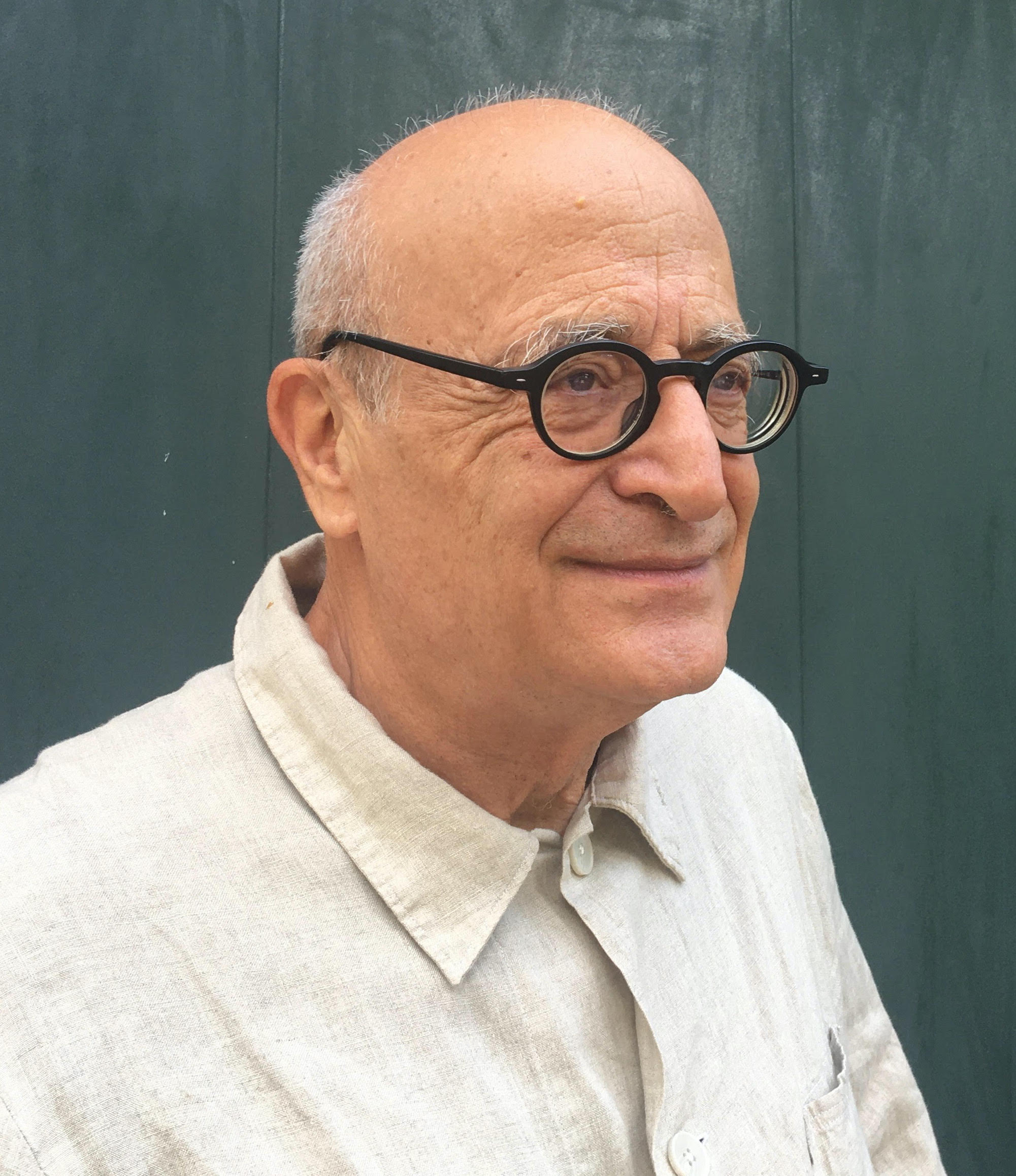
Bruno Tobia

Bruno Tobia (Roma, 31 luglio 1948) è uno storico italiano.

## Biografia
Si è laureato in Lettere moderne all'Università Sapienza di Roma con Renzo De Felice nel 1972. All'epoca della sua formazione universitaria, ha frequentato i corsi della Scuola Italiana di Scienze Politiche ed Economiche (SISPE), diretta da Franco Rodano e da Claudio Napoleoni. Dopo la laurea ha iniziato a collaborare prima con la cattedra di Storia dei partiti politici, successivamente di Storia contemporanea, tenuta da Renzo De Felice, da Gastone Manacorda e da Giuliano Procacci.
Numerosi suoi saggi sono apparsi nel corso degli anni su Storia contemporanea, sui Quaderni della Rivista Trimestrale, sulla Rivista trimestrale. Nuova serie e su Dimensioni e problemi della ricerca storica.
Durante la propria carriera accademica, svoltasi senza interruzioni nella Facoltà di Lettere della Sapienza, e conclusasi nel 2011 da professore ordinario di Storia contemporanea, ha affrontato essenzialmente due temi. Il primo, la storia del movimento operaio e antifascista italiano tra le due guerre mondiali, con particolare riferimento al mondo dell'emigrazione politica; il secondo, il processo del nation building in Italia nell'epoca liberale e nell'età fascista, per lo più rivolto agli aspetti attinenti alla estetica della politica. Ha collaborato con l'emittente televisiva YouDem, curando rubriche di carattere storico-culturale. Si è dedicato anche alla fotografia, partecipando a mostre collettive. In seguito ha maturato un interesse letterario, sfociato nella pubblicazione di un romanzo e di una raccolta di racconti.
Nel 2001 è stato insignito su iniziativa del Presidente della Repubblica Carlo Azeglio Ciampi dell'onorificenza di Ufficiale Ordine al Merito della Repubblica italiana per la propria attività scientifica

## Pubblicazioni principali
- I socialisti nell’emigrazione dalla Concentrazione antifascista ai Fronti popolari (1926-1934), in Storia del Socialismo italiano. 4. Gli anni del Fascismo, Il Poligono, Roma (1981)
- Pietro Nenni e la politica della Internazionale Operaia e Socialista, in Annali della Fondazione Giangiacomo Feltrinelli (1983-1984). L'Internazionale operaia e socialista tra le due guerre, Milano, Feltrinelli (1985)
- Associazionismo e patriottismo: il caso del Pellegrinaggio nazionale a Roma del 1884, in Dalla città alla nazione. Borghesie ottocentesche in Italia e in Germania Annali dell’Istituto Storico italo-germanico, Quaderno n. 36, Il Mulino, Bologna (1993)
- Scrivere contro. Ortodossi ed eretici nella stampa antifascista dell’esilio (1926-1934), Bulzoni, Roma (1993)
- Una cultura per la nuova Italia, in Storia d’Italia. 2. Il nuovo Stato e la società civile. 1861-1887, Laterza, Roma-Bari, (1995)
- Urban space and monuments in the ‘nationalization of the masses’: the italian case, in Nationalism in Europe, 1815 to the present, Routledge, London-New York (1996)
- La statuaria dantesca nell’Italia liberale: tradizione, identità e culto nazionale, in Pédagogie et liturgie nationale dans l’Italie post unitaire, Mèlanges de l’École française de Rome. Italie et Méditerranée, MEFRIM, Tome 109-1997-1, Roma (1997)
- Una patria per gli Italiani. Spazi, itinerari, monumenti nell’Italia unita (1870-1900), Laterza, Roma-Bari (19982)
- Die Toten der Nation. Gedenkfeiern, Staatsbegräbnisse und Gefallenkult im liberalen Italien, in Inszenierungen des Nationalstaat. Politische Feiern in Italien und Deutschland seit 1860/71, SH-Verlag, Köln (2000)
- Dal Milite ignoto al nazionalismo monumentale fascista (1921-1940), in Storia d’Italia - Annali 18: Guerra e pace, Torino, Einaudi (2002)
- Les itinéraires de la célébration. Metamorphoses d’un modèle de l’Italie unitaire à l’Italie fasciste, in Capitales culturelles-capitales symboliques. Paris et les expériences européennes XVII-XX siécles, La Sorbonne, Paris (2002)
- Riti e simboli di due capitali (1846-1921), in Storia di Roma dall’antichità a oggi. Roma capitale, Laterza, Roma-Bari (2002)
- “Salve o popolo d’eroi”. La monumentalità fascista nelle fotografie dell’Istituto Luce, Editori Riuniti, Roma (2002)
- Il giubileo della patria. Roma e Torino nel 1911, in Le esposizioni torinesi 1805-1911. Specchio del progresso e macchina del consenso, s.e., Torino (2003)
- Da Vittorio Emanuele II a Umberto I: la sacralizzazione laica del Pantheon, in Monarchia, tradizione, identità. Germania, Giappone e Italia tra Ottocento e Novecento, Bruno Mondadori, Milano (2004)
- Monumenti ai caduti. Dall’Italia liberale all’Italia fascista, in La morte per la patria. La celebrazione dei caduti dal Risorgimento alla Repubblica, Donzelli editore, Roma (2008)
- L’avventura di Giuseppe Garibaldi raccontata da Bruno Tobia, Laterza, Roma-Bari (20102)
- L’Altare della Patria, Il Mulino, Bologna (20112)

## Opere fotografiche
- La città nascosta (con uno scritto di Fabio Stassi), Camera 21, Roma (2013)

## Opere narrative
- Il restauratore di vetri, Gemma edizioni, Ceccano (2021)
- La Visita e altri racconti dagli anni Trenta, Gemma edizioni, Ceccano (2024), volume al quale è stato conferito il Marchio Microeditoria di Qualità 2024